# Die Geisterjagd
Die Geisterjagd ist ein deutscher Detektivfilm aus dem Jahre 1918 der Filmreihe Stuart Webbs.

## Handlung
Diesmal hat es Stuart Webbs mit Erbschaftsstreitigkeiten in einer südländischen Familie zu tun. Juanita Vernetto verweigert ihrem Cousin Rolando eine Erbschaft, auf die er einen Anspruch erhebt. Dieser ist darüber derart erbost, dass er sich allerlei Schreckensszenarien einfallen lässt, um sie eines Besseren zu belehren.
Rolando versucht, ihr einen vergifteten Apfel unterzujubeln, schmuggelt eine Schlange bei ihr ein und nimmt sie schließlich kurzerhand gefangen, um sie zur Herausgabe des Erbes zu zwingen. Gentlemandetektiv Webbs muss eingreifen und kann Juanita davon überzeugen, Rolandos berechtigten Ansprüchen nachzukommen.

## Produktionsnotizen
Die Geisterjagd ist der 21. Film dieser Reihe und wurde im Frühjahr 1918 im Stuart Webbs-Film-Atelier in Berlin-Weißensee gedreht. Nach dem Passieren der Zensur im April 1918 wurde er mit Jugendverbot belegt und noch während des Ersten Weltkriegs uraufgeführt. In Österreich-Ungarn (Wien) lief Die Geisterjagd am 6. September 1918 an. Der Film besaß vier Akte und war in Österreich-Ungarn rund 1400 Meter lang, das entspricht einer Spieldauer von etwa 68 Minuten.

## Kritik
In Paimann’s Filmlisten ist zu lesen: „Stoff und Szenerie sehr gut, Photos gut. Spiel ausgezeichnet.“